# فرودگاه شهری گلدزبرو-وین
فرودگاه شهری گلدزبرو-وین (به انگلیسی: Goldsboro-Wayne Municipal Airport) یک فرودگاه همگانی است که یک باند فرود آسفالت دارد و طول باند آن ۱۶۷۶ متر است. این فرودگاه در کشور ایالات متحده آمریکا قرار دارد و در ارتفاع ۴۰٫۸ متری از سطح دریا واقع شده‌است.